# Cooperativa Obrera Tarragonina
La Cooperativa Obrera Tarragonina és un monument del municipi de Tarragona protegit com a bé cultural d'interès local. És la seu de la Cooperativa Obrera Tarraconense.

## Descripció
Edifici modernista de planta quasi quadrada que fa xamfrà entre els carrers Fortuny i Reding. Té dues plantes, amb balcons a la primera. Construït amb pedra natural amb paraments intercalats en estuc.
El coronament del xamfrà és fet de ceràmica vidriada de color groc. Predominant el buit sobre el massís, les obertures de la planta baixa estan rematades en la part superior amb forja distribuïda en tres parts, formant les del pis principal una successió d'arcades de mig punt arrodonides amb motius decoratius de pedra. Les baranes dels balcons són de ferro amb malla intercalada entre el passamà i el forjat.